# Гай Антістій Вет (консул 6 року до н. е.)
Гай Антістій Вет (лат. Gaius Antistius Vetus; 39 рік до н. е. — 30/29 рік н. е.) — політичний, державний діяч Римської імперії, консул 6 року до н. е.

## Життєпис
Походив з впливового плебейського роду Антістіїв. Син Гая Антістія Вета, консула-суфекта 30 року до н. е.
У 16 році до н. е. обіймав посаду монетарія. У 6 році до н. е.його обрано консулом разом з Децимом Лелієм Бальбом. У 14 році н. е. призначено проконсулом провінції Азія.

## Родина
- Гай Антістій Вет, консул 23 року н. е.
- Луцій Антістій Вет, консул-суфект 28 року н. е.